# Dr. De Visserschool (Utrecht)
De Dr. De Visserschool was een onderwijsgebouw in Utrecht. De school stond op de hoek van de Vondellaan en de Croesestraat en was gebouwd in 1916/1917. De school was ontworpen door gemeentearchitect Martin Rietbergen. De school wordt soms tot de Amsterdamse School gerekend, maar dat is niet terecht. Het was een lagere school met kleuterschool. Het gebouw had negen klaslokalen en een gymnastiekzaal. In de gangen hingen veel keramische tegeltableaus. Een aantal van deze tableaus zijn behouden gebleven en kwamen terecht in diverse musea, onder andere in het Nederlands Tegelmuseum in Otterlo. De naam van de school verwijst naar Johannes Theodoor de Visser, de eerste minister van Onderwijs. Het gebouw was tot 1990 als schoolgebouw in gebruik.
Buurtbewoners protesteerden in 1994 tevergeefs tegen de op handen zijnde sloop. Ze hingen een spandoek over de voorgevel met daarop een groot hart en de tekst:
Een betonnen glazen flat
wordt hier op uw naam neergezet
Moeten wij u condoleren
of kunnen wij het tij nog keren?
De school werd in 1995 gesloopt en er kwam een flatgebouw voor in de plaats. In 2018 werd een grote foto van de school op de gevel van dit wooncomplex geplaatst.

## Fotogalerij

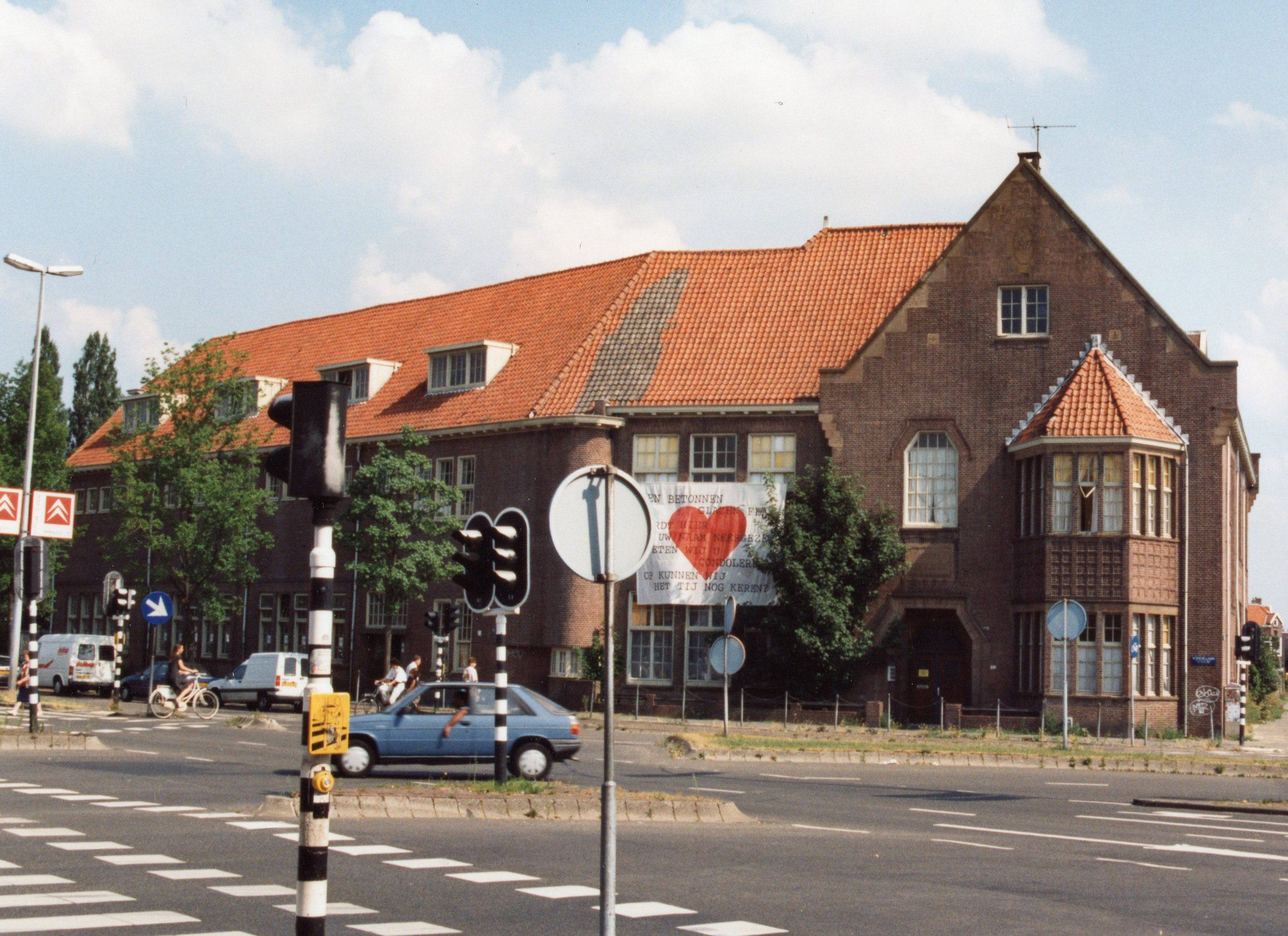
voorgevel in 1994
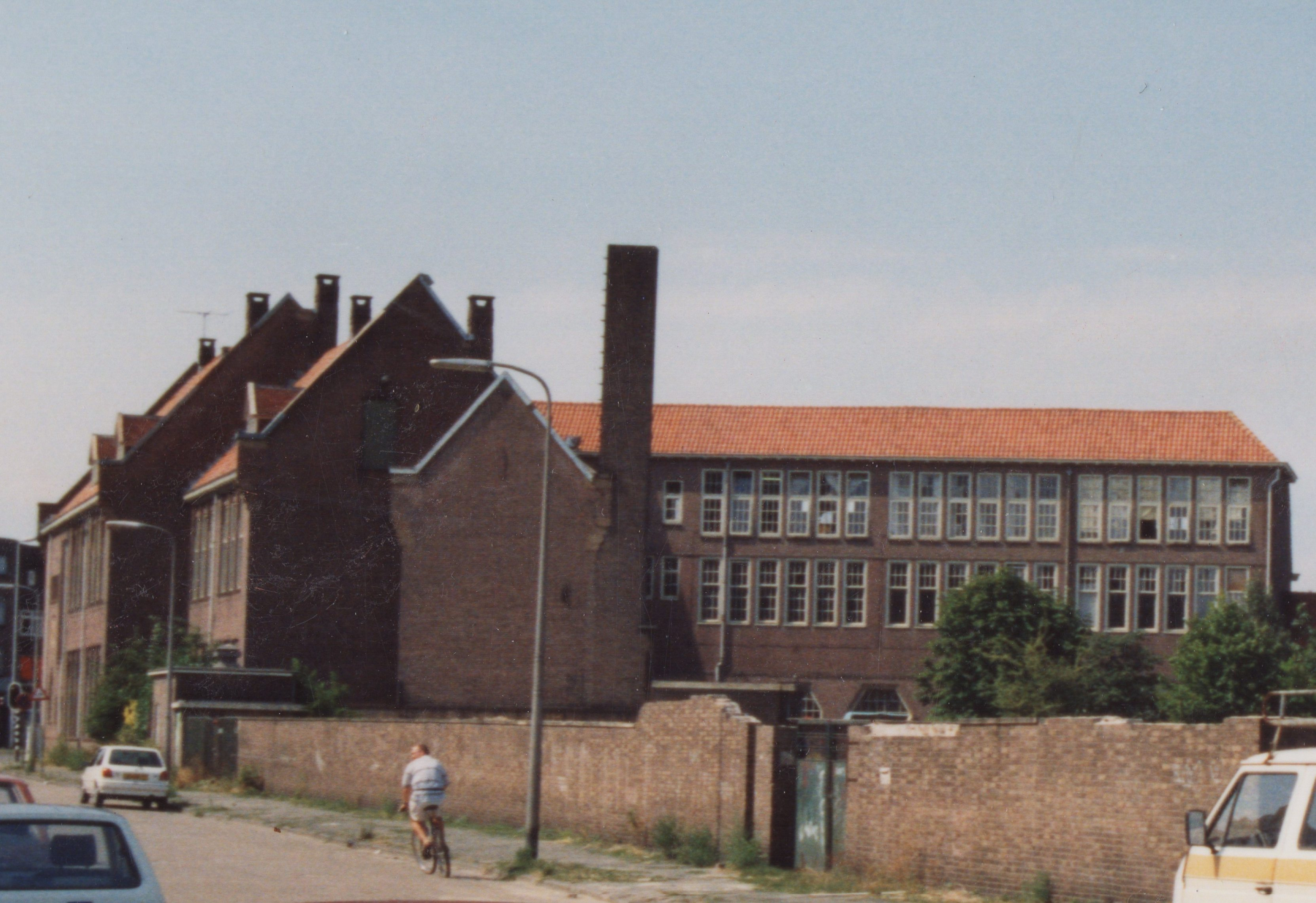
achtergevel
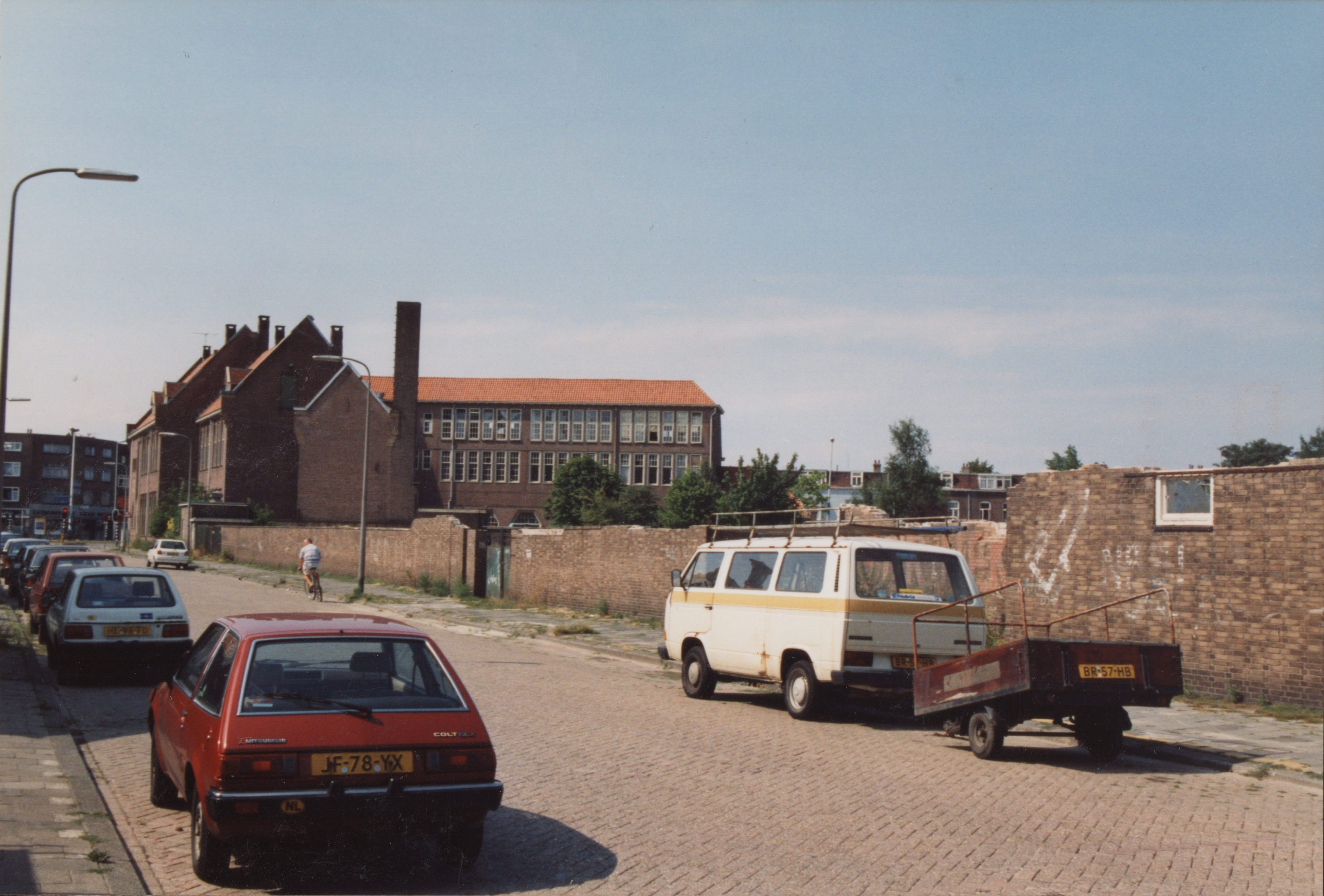
vanuit de Croesestraat
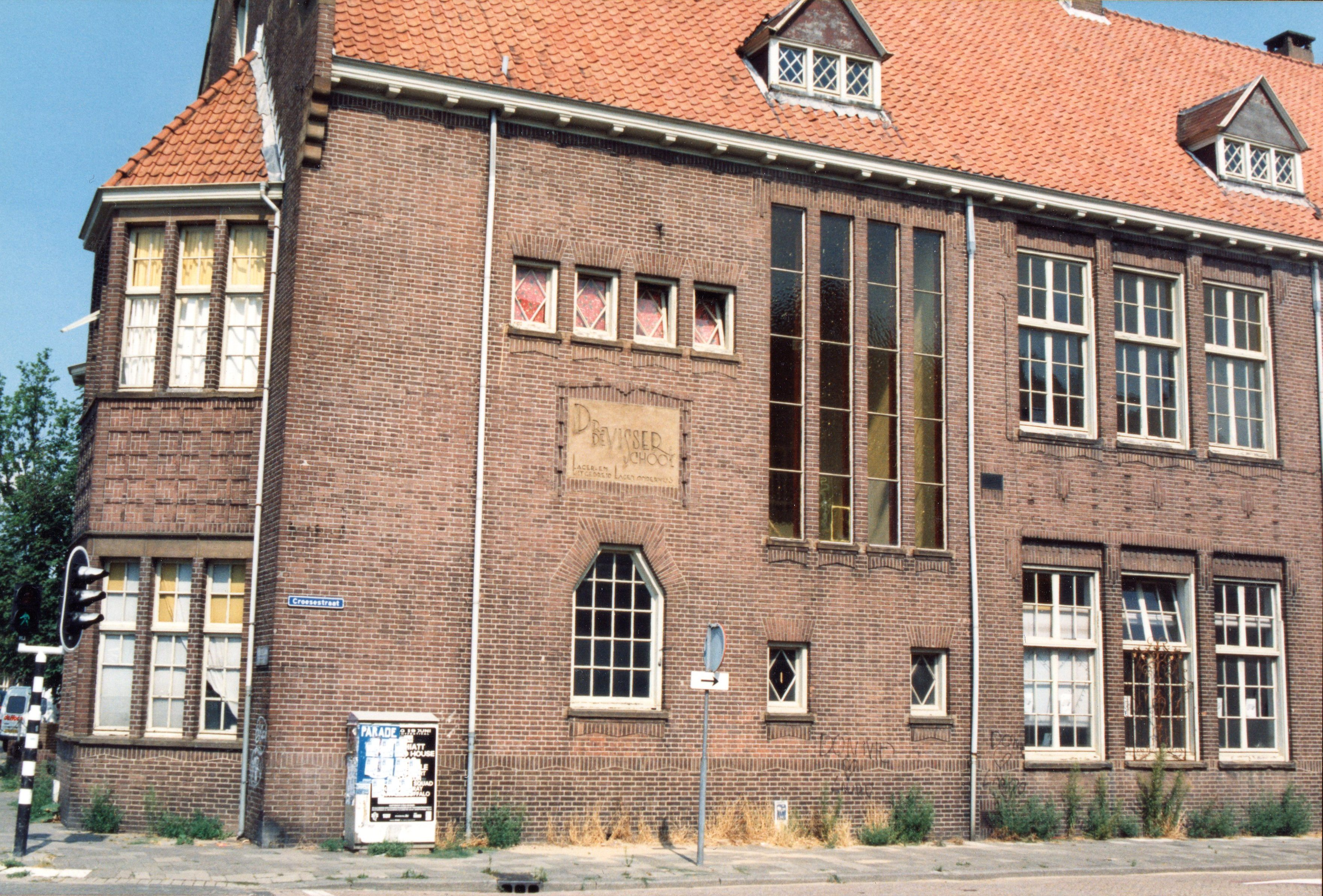
zijgevel